# Cebrio gigas
Cebrio gigas (лат.) — вид жуков подсемейства цебрионид (Cebrioninae) из семейства щелкунов (Elateridae). Распространён в Европе (на юге Франции, северо-востоке Испании, местами на континентальной Италии и в Сицилии).
Голова и переднеспинка чёрные с синим блестящим отливом. Усики длинные 11-члениковые, в коротких стоячих волосках. Голова, переднеспинка и надкрылья густопунктированные и покрыты светлыми прилегающими волосками. Задние углы переднеспинки вытянуты в длинный буроватый шип. Надкрылья коричневые. Ноги и лапки чёрные; голени бледно-жёлтые.